# Jewhen Szachow (ur. 1962)
Jewhen Serhijowycz Szachow, ukr. Євген Сергійович Шахов, ros. Евгений Сергеевич Шахов, Jewgienij Siergiejewicz Szachow (ur. 6 lipca 1962 w Zaporożu) – ukraiński piłkarz, grający na pozycji napastnika, a wcześniej pomocnika, trener piłkarski.

## Kariera piłkarska

### Kariera klubowa
Wychowanek Szkoły Piłkarskiej "Striła" w Zaporożu (od 1975). Karierę piłkarską rozpoczął w 1980 w miejscowym klubie Metałurh Zaporoże. Następnie odbywał służbę wojskową najpierw w SK Odessa, a potem powrócił do Metałurha. W 1987 został piłkarzem Dnipra Dniepropetrowsk, w którym zdobył największych sukcesów. W 1990 wyjechał do Niemiec, gdzie bronił barw 1. FC Kaiserslautern, skąd powrócił do Dnipra. Kończył karierę w izraelskich klubach Maccabi Petah Tikva, Maccabi Jawne i Maccabi Netanja.

## Kariera trenerska
Po zakończeniu kariery piłkarskiej w 1996 rozpoczął pracę trenerską na stanowisku asystenta trenera w klubach Maccabi Jawne i Maccabi Netanja. W 2005 otrzymał propozycję pomagać trenować Nywę Winnica. W 2007 został zaproszony na stanowisko asystenta trenera FK Charków. Od 2008 wykonuje funkcje asystenta trenera Dnipra Dniepropetrowsk.

## Sukcesy i odznaczenia

### Sukcesy klubowe
- mistrz ZSRR: 1988
- wicemistrz ZSRR: 1987, 1989
- brązowy medalista Mistrzostw ZSRR: 1984, 1985
- zdobywca Pucharu ZSRR: 1989
- zdobywca Pucharu Federacji Piłki Nożnej ZSRR: 1989
- zdobywca Superpucharu Niemiec: 1990/91

### Sukcesy indywidualne
- wybrany do listy 33 najlepszych piłkarzy ZSRR: 1988
- najlepszy strzelec Wyższej Ligi ZSRR: 1988 (razem z Aleksandrem Borodiuk) - 16 bramek

### Odznaczenia
- tytuł Mistrza Sportu ZSRR: 1987